# NGC 3170
NGC 3170 је двојна звезда у сазвежђу Велики медвед која се налази на NGC листи објеката дубоког неба.
Деклинација објекта је + 46° 36' 45" а ректасцензија 10h 16m 14,4s. Привидна величина (магнитуда) објекта NGC 3170 износи 10,3.